# Center Syd
Center Syd är ett köpcentrum i Löddeköpinge i västra Skåne, invid E6.
Center Syd invigdes 1991 och är 50 000 m² stort. Det ägs av Catalyst Capital, operativ partner är NCAP och fastigheten förvaltas av Hestia Fastighetsförvaltning. Flertalet av butikerna är klädaffärer. Från början fanns en dagligvarubutik inne på köpcentret. Dock tvistades det om tillstånd som man efterhand fick. Innan låg ICA Maxi i en separat byggnad men efter ombyggnad av Center syd om finns den inne i gallerian.
I det omkringliggande området finns även butiker som Bauhaus, ByggMax med flera.
Köpcentrumet ligger omkring 25 km från Malmö, 40 km från Helsingborg och drygt 15 km från Lund. Till centralorten Kävlinge är det ca 10 km. Det finns bussförbindelser från bl.a. Malmö, Lund, Lomma och Landskrona.
Under 2007–2009 utfördes om- och utbyggnad av lokalerna.
Den 26 november 2015 invigdes Nya Center Syd, efter en renovering som bland annat innebär nya butiker, fler caféer och en sammanbyggnad av ICA Maxi och Center Syd, allt ligger nu under samma tak med hjälp av en förbindning. Det heter nu Galleria istället för köpcentrum eller shoppingcenter. I gallerian finns bl.a. Lekland, ICA Maxi, H&M, Jula och Systembolaget.